# Sunweb Group
Sunweb Group, voorheen Sundio Group, is een reisorganisatie, die onder verschillende merken vakanties binnen en buiten Europa aanbiedt. Sunweb Group opereert in Nederland, België, Frankrijk, Duitsland, Denemarken, Zweden en het Verenigd Koninkrijk. Het hoofdkantoor bevindt zich in Zürich, Zwitserland. Het Nederlandse kantoor is gevestigd in Rotterdam. Sunweb Group heeft ook een kantoor in Girona, Kopenhagen, Parijs en Stockholm.

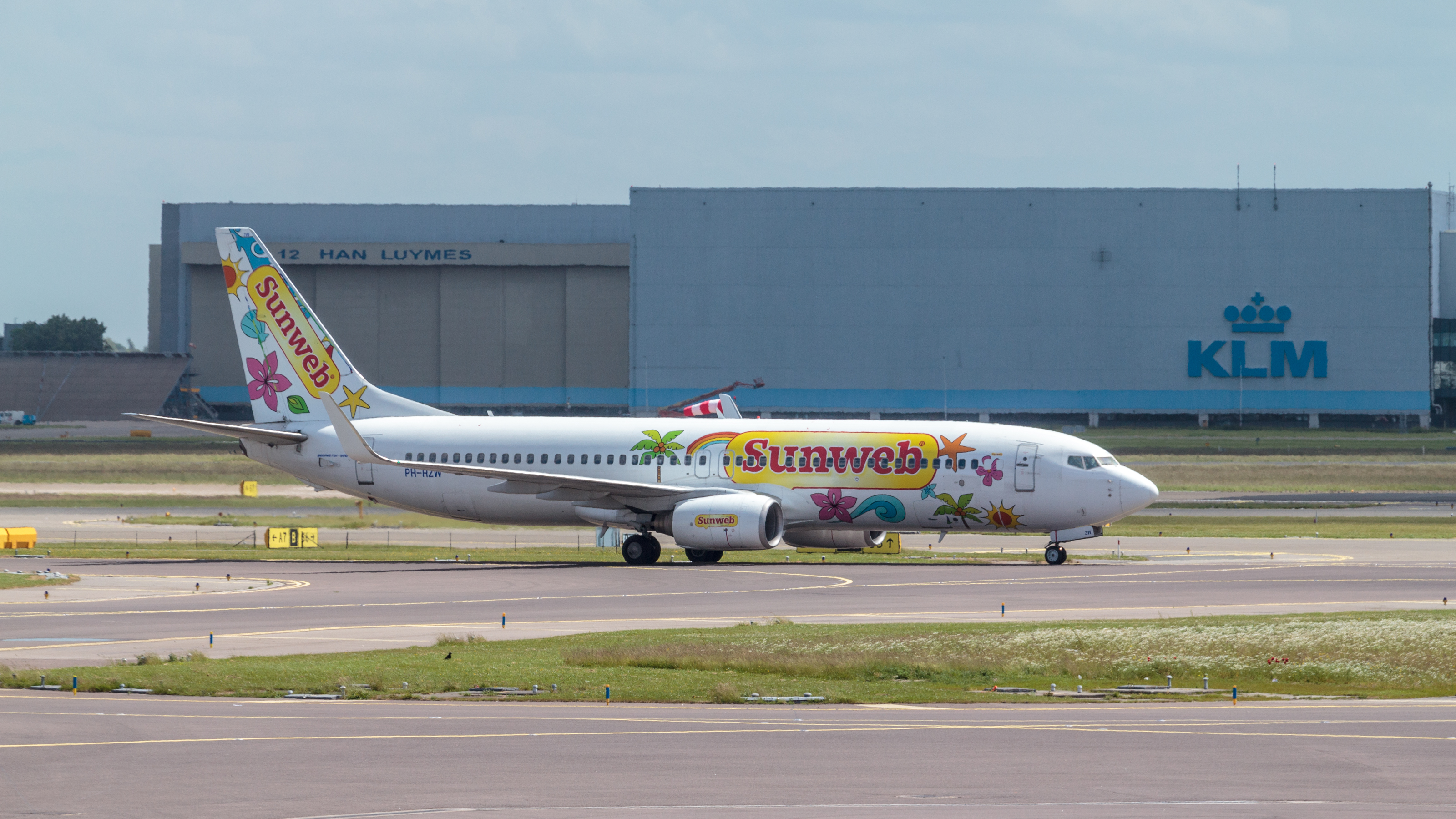
Sunweb-merk Boeing 737-800 in Glasgow 2013

Op de Nederlandse markt is Sunweb Group actief met de merknamen Sunweb, Eliza was here, GOGO en Primavera Reizen. In België worden vakanties verkocht onder de merknamen Sunweb en Eliza was here. Onder de verschillende labels worden reizen verkocht naar meer dan 15 vakantielanden binnen en buiten Europa. Merken die eerder tot Sunweb Group behoorden zijn o.a. Beachmasters, Bizztravel, Husk, X-travel, Sudtours.

## Geschiedenis
De Sunweb Group ontstond uit het in 1991 opgerichte GoGo Tours BV. Enkele jaren na oprichting ontstond Suntext Vliegreizen, een nieuw merk gericht op een andere doelgroep. Met de opkomst van het internet werd deze naam veranderd in Sundio Group. In 2005 nam AlpInvest Partners een meerderheidsbelang in het bedrijf waarna de overname van andere reisorganisaties begon. In 2006 kwam er een meerderheidsbelang in Eliza was here. In 2011 werden alle aandelen van AlpInvest Partners teruggekocht door de oprichter van Sundio en in februari 2012 werd ook Eliza was here een 100% bezit van de Sundio Group. In 2018 werd de naam Sundio Group gewijzigd in Sunweb Group en overgenomen door de Scandinavische investeringsmaatschappij Triton.

## Merken
De Nederlandse merken van de Sunweb Group zijn aangesloten bij de Stichting Garantiefonds Reisgelden, Stichting Calamiteitenfonds Reizen, de ANVR en Thuiswinkel.org.

### Sunweb
Sunweb biedt sinds 2000 vliegvakanties, wintersportreizen en autovakanties aan naar bestemmingen binnen en buiten Europa. Sunweb opereert als een directseller, wat inhoudt dat de vakanties rechtstreeks via het internet of telefonisch aan de klant worden verkocht. Van 2006 tot 2012 was Sunweb hoofdsponsor van voetbalclub NAC in Breda. In 2014 wordt Sunweb, na faillissement van reisorganisatie Oad, officiële reispartner van de KNVB. Dit houdt in dat zij alle vlieg- en busreizen voor Oranje-supporters, spelers en officials regelt. Van 2015 tot en met 2020 was Sunweb tevens sponsor van wielerploeg Sunweb Giant.
Sunweb is actief in Nederland, België, Duitsland, Frankrijk, Denemarken, Zweden en het Verenigd Koninkrijk.

### Eliza was here
Eliza was here biedt kleinschalige vakanties aan binnen Europa. Eliza was here is actief in Nederland en België. In 2004 werd dit merk opgericht door Koen Everink. In 2012 kwam het in handen van de Sunweb Group.

### GOGO
GOGO jongerenreizen bestaat sinds 1991 en richt zich van oudsher op zonvakanties voor jongeren van 16 tot 26 jaar naar diverse bestemmingen binnen Europa. GOGO biedt onder meer het concept Totally Summer aan, waarvoor nationale en internationale DJ's en artiesten worden ingehuurd om op vakantielocaties op te treden. GOGO is actief in Nederland en was dat voorheen ook in Denemarken.

### Beachmasters
Beachmasters is gespecialiseerd in jongerenvakanties binnen Europa. Beachmasters biedt onder andere reizen aan naar Salou, Sunny Beach en Chersonissos. Er worden zowel vlieg- als busvakanties aangeboden. Beachmasters was actief in Nederland. Beachmasters is per 1 september 2020 opgegaan in GOGO.

### Bizztravel
Bizztravel is gespecialiseerd in wintersportvakanties. Sinds 2015 maakt Bizztravel onderdeel uit van de Sunweb Group. Bizztravel biedt wintersportvakanties aan naar Frankrijk, Oostenrijk, Italië en Zwitserland. Bizztravel was actief in Nederland en daarna opgegaan in Sunweb.

### Overige merken
- Nederland: Primavera Reizen, Totally Snow, Sudtours en Skistuds
- België: Skikot en Snowblend
- Denemarken: Ecart ski tours
- Duitsland: JAM! Reisen

### Voormalige merken
- Ferio: dit merk maakte onderdeel uit van Bizztravel en is na de overname volledig opgegaan in Sunweb[10]
- Vaya: dit merk is in 2011 volledig opgegaan in Sunweb[11]
- TraXs: dit merk, gericht op jongerenvakanties, stopte in 2011 na tegenvallende resultaten[12]
- Marysol: dit merk, gericht op 50+ reizen, is opgegaan in Sunweb[13]
- Skihorizon: dit Franse merk, gericht op wintersportvakanties, is in 2016 opgegaan in Sunweb
- Jiba: dit merk is opgegaan in Sunweb

## Tijdlijn
- 2007 - Oprichting Sundio als overkoepelende organisatie voor verschillende reismerken
- 2008 - Overname Sudtours
- 2011 - Oprichter Joost Romeijn wordt weer volledig eigenaar door uitkoping van ex-medeaandeelhouders AlpInvest en Rasker Travel Holding[14]
- 2012 - Overname Ski Horizon
- 2012 - Overname Eliza was here
- 2015 - Gert De Caluwe volgt Joost Romeijn op als CEO
- 2015 - Overname Bizztravel met de merken Bizztravel, Beachmasters, Ferio en Skistuds
- 2017 - Overname Primavera Reizen, gespecialiseerd in reizen naar Portugal
- 2017 - Overname JAM! Reisen, een Duitse aanbieder van jongerenvakanties
- 2018 - Sundio Group wijzigt de naam naar Sunweb Group
- 2018 - Sunweb Group wordt overgenomen door de Scandinavische investeringsmaatschappij Triton
- 2019 - Overname Corendon, een Nederlands-Turkse reisorganisatie
- 2020 - Na goedkeuring van de overname van Corendon door de Autoriteit Consument en Markt maakt Sunweb bekend alsnog af te zien van de overname.
- 2022 - Overname van het Zweedse AirTours
- 2023 - Overname van het Deense Atlantis Rejser